# 37163 Гуахукаклаб
37163 Гуахукаклаб (37163 Huachucaclub) — астероїд головного поясу, відкритий 19 листопада 2000 року.
Тіссеранів параметр щодо Юпітера — 3,359.